# Chirita liujiangensis
Chirita liujiangensis är en tvåhjärtbladig växtart som beskrevs av Ding Fang och D.H. Qin. Chirita liujiangensis ingår i släktet Chirita och familjen Gesneriaceae. Inga underarter finns listade i Catalogue of Life.